# جون ويبر (لاعب كرة قاعدة)
جون ويبر (بالإنجليزية: Jon Weber)‏ هو لاعب كرة قاعدة أمريكي، ولد في 20 يناير 1978 في لاكيووود في الولايات المتحدة.

## وصلات خارجية
- جون ويبر على موقع دوري كرة القاعدة الرئيسي (الإنجليزية)
- جون ويبر على موقعبيزبول رفرنس.كوم (الدوري الثانوي) (الإنجليزية)